# 나인 인치 네일스
나인 인치 네일스(Nine Inch Nails; NIN)는 1988년 미국 오하이오주의 클리블랜드에서 트렌트 레즈너가 시작한 인더스트리얼 록 솔로 활동이다. 메인 프로듀서이자 싱어송라이터, 연주가인 트렌트 레즈너는 NIN의 유일한 공식 멤버이며 나인 인치 네일스의 모든 책임을 지고 있다. 나인 인치 네일스는 전자 악기들로 여러 음악 장르의 접목을 시도하며, 공연을 위해 트렌트 레즈너가 NIN과는 다른 전신인 라이브 밴드를 소집한다. 또한, NIN은 공연 도중 악기를 부수는 등 자주 시각적인 행동을 하기도 한다.
초기 언더그라운드의 팬들에게 많은 환영을 받은 NIN은 1990년대 몇 차례에 걸쳐 음반을 내면서 영향력 있는 뮤지션으로 인기를 얻었으며, 라디오에서도 또한 많은 곡들이 인기를 끌었다. NIN의 음반들 중 2장은 그래미 상을 탔으며, 총합 2,000만 장의 판매 기록을 세웠고 그중 미국에선 약 1,050만 장이 팔렸다. 2004년, 롤링 스톤이 발표한 100명의 훌륭한 록 뮤지션 중 94위에 올랐다. 그러나 팬들의 환호와는 반대로, NIN은 레코딩 산업 측의 여러 기업과는 많은 불화가 있는 것으로 알려져 있으며 2007년, 트렌트 레즈너는 자체 레코드 레이블을 설립해 활동을 계속하기로 하였다.
그 후 크리에이티브 커먼즈라이센스 하에서 2장의 앨범 (《Ghosts I-IV》와 《The Slip》)을 발매하였다. 2장의 앨범은 모두 디지털로 선발매 후 씨디로 발매되었다. 또한 《The Slip》은 무료로 공개되었다.
2010년 Pretty Hate Machine 앨범을 리마스터 했다. 팬들에게는 완변한 리마스터라는 평도 받기도 했다.

## 역사

### 결성 (1988-1989)
1987년 트렌트 레즈너는 클리블랜드의 밴드 엑조틱 버즈(Exotic Birds)라는 밴드에서 키보드를 연주하고 있었다. 얼마 후 매니저 존 말름 주니어(John Malm, Jr.)를 만나고 레즈너는 밴드를 나와 자신만의 음악을 시작한다. 그리고 그때 레즈너는 라이트 트랙 스튜디오스(Right Track Studios)에서 보조 엔지니어 겸 잡역부로 고용되었고, 얼마 후 스튜디오의 주인인 바트 코스터(Bart Koster)에게 스튜디오를 사용하지 않는 동안에 자신의 데모를 녹음해도 된다는 허락을 받았다. 하지만 최초의 나인 인치 네일스 레코딩 세션을 할 때는 레즈너가 밴드를 찾을 수가 없어 자신이 원하는 소리를 만들어 낼 수 없는 상황이었다. 하지만 그 대신 프린스에게서 영감을 받아 레즈너는 드럼을 제외한 모든 악기를 직접 연주/녹음하기로 결정한다. 비록 가끔씩 다른 뮤지션들과의 충돌이 있긴 했지만 거의 모든 레코딩 작업을 끝마칠 수 있었고 1988년 스키니 퍼피(Skinny Puppy)의 첫 번째 서포팅을 마친 후 레즈너의 나인 인치 네일스의 야심은 12인치 LP (레코드) 싱글을 작은 유럽의 레코드사에서 발매하기에 이른다. 그 후 몇몇 레이블에서도 데모에 대해 긍정적인 반응을 보였고 레즈너는 마침내 첫 번째 레이블인 TVT 레코드와 정식 계약을 맺는다. 라이트 트랙 스튜디오스에서 녹음한 데모들에서 10곡을 선택해 나인 인치 네일스라는 이름으로 1집 《Pretty Hate Machine》을 1989년에 발매한다.
1994년 레즈너는 밴드의 이름을 "나인 인치 네일스"로 지은 까닭은 글자 그대로의 뜻보다 약어인 NIN으로 만들기가 쉽기 때문이라고 밝혔다. 이름의 뜻에 대한 다른 루머로는 예수의 십자가의 9인치 대못을 뜻하는 것이라는 설도 있고, 프레디 크루거의 9인치 손톱을 뜻하는 것이라는 설도 있다. 나인 인치 네일스의 로고인 NIN(NIИ)은 트렌트 레즈너와 게리 탈파스(Gary Talpas)에 의해 디자인 되었다. 이 로고는 NIN의 데뷔 싱글 《Down in It》에서 처음 등장했다. 이 로고는 티보 칼맨(Tibor Kalman)이 디자인한 토킹 헤즈의 앨범 《Remain in Light》에서 영감을 받아 만들어졌다. 그리고 게리 탈파스는 1997년까지 NIN의 패키징 아트를 디자인했다.

### Pretty Hate Machine (1989-1992)
트렌트 레즈너가 쓰고 작곡하고 연주한 NIN의 첫 번째 앨범 《Pretty Hate Machine》은 1989년에 발매되었다. 이것은 레즈너가 아드리안 셔우드와 마크 "플러드" 엘리스(Mark "Flood" Ellis)와의 시작이었다. 플러드는 1994년까지 함께 활동하였고, 셔우드는 2000년까지 함께하며 각종 리믹스를 만들었다. 레즈너와 공동 제작자인 셔우드와 플러드는 라이트 트랙 스튜디오스의 데모들(후에 《Purist Feelings》라 불리게 된다)에 《Head Like a Hole》과 《Sin》을 추가하여 발매한다. 롤링 스톤의 마이클 아제라드(Michael Azerrad)는 이 앨범을 "Industrial-strength noise over a pop framework","harrowing but catchy music"이라 표현하였다. 113주간 빌보드 200위에 들어가 있었으며, 그 후 《Pretty Hate Machine》은 독립 음악 사상 최초로 플래티넘 레코드를 달성한다. MTV는 <Down in It>과 <Head Like a Hole>뮤직비디오를 매일같이 방영했다. 하지만 <Sin>의 뮤직비디오는 방송 검열상 방영될 수 없었고 결국 1997년에《Closure》를 통해 공개되었다.
1990년 NIN은 피터 머피와 지저스 앤드 메리 체인과 같은 얼터너티브 록 그룹의 오프닝을 하며 북미를 도는 Pretty Hate Machine Tour를 시작한다. 그리고 이때부터 레즈너는 공연 도중 악기나 장비들을 파괴하기 시작한다. 그 후 NIN은 세계 투어를 시작하고 1991년 처음으로 롤라팔루자 록 페스티벌에 참여한다. 유럽에서 초라하게 건즈 앤 로지즈의 오프닝 밴드로 공연을 한 후, NIN은 미국으로 돌아오지만, 얼마 지나지 않아 TVT 레코드로부터 《Pretty Hate Machine》의 다음 앨범을 제작하라는 압력을 받게 된다. 이에 대해 레즈너는 각종 익명을 사용하며 레코드사의 간섭을 피해 비밀리에 녹음 작업을 시작한다.

## 앨범 목록
각각의 앨범에는 헤일로(Halo)라는 고유 넘버가 부여되어 있다. (주: *는 헤일로 넘버가 없는 앨범이다)

### 정규 앨범
- 《Pretty Hate Machine》(1989년)
- 《The Downward Spiral》(1994년)
- 《The Fragile》(1999년)
- 《With Teeth》(2005년)
- 《Year Zero》(2007년)
- 《Ghosts I–IV》(2008년)
- 《The Slip》(2008년)
- 《Hesitation Marks》(2013년)
- 《Bad Witch》(2018년)
- 《Ghosts V: Together》(2020년)
- 《Ghosts VI: Locusts》(2020년)

### EP 앨범
- 《Broken》(1992년)
- 《Live 2013 EP》(2013년)
- 《Remix 2014 EP》(2014년)
- 《Not the Actual Events》(2016년)
- 《Add Violence》(2017년)

### 리믹스 앨범
- 《Fixed》(1992년)
- 《Further Down the Spiral》(1995년)
- 《Things Falling Apart》(2000년)
- 《Still》(2002년)
- 《Y34RZ3R0R3M1X3D》(2007년)

### 라이브 앨범
- 《Closure》(1997년)
- 《And All That Could Have Been》(2002년)
- 《Beside You in Time》(2007년)

### 싱글
- 《Down in It》(1989년)
- 《Head Like a Hole》(1990년)
- 《Sin》(1990년)
- 《Wish》(1992년)*
- 《Happiness in Slavery》(1993년)*
- 《March of the Pigs》(1994년)
- 《Closer to God》(1994년)
- 《Hurt》(1994년)*
- 《Burn》(1994년)*
- 《Piggy》(1995년)*
- 《The Perfect Drug》(1997년)
- 《The Day the World Went Away》(1999년)
- 《We're in This Together》(1999년)
- 《Into the Void》(2000년)*
- 《Starfuckers, Inc.》(2000년)*
- 《Deep》(2001년)*
- 《The Hand That Feeds》(2005년)
- 《Only》(2005년)
- 《Every Day Is Exactly the Same》(2006년)
- 《Survivalism》(2007년)
- 《Capital G》(2007년)*
- 《Discipline》(2008년)*(디지털 공개)
- 《Came Back Haunted》(2013년)

## 한국 공연
- 2007년 9월 11일, 나인 인치 네일스 퍼포먼스 2007, 올림픽 홀
- 2009년 8월 15일, ETPFEST, 서울올림픽주경기장 보조경기장
- 2013년 7월 28일, 밸리 록 페스티벌, 경기 안산시 대부 바다향기테마파크
- 2018년 8월 11일, 인천 펜타포트 록 페스티벌, 송도 달빛축제공원(펜타포트 파크)